# IC 4330
IC 4330 — спиральная галактика типа SBc в созвездии Гидра. Поверхностная яркость — 13,6 mag/arcmin². Этот объект входит в число перечисленных в оригинальной редакции «Нового общего каталога».